# Palazzi di Brescia
Per Palazzi di Brescia si intendono gli edifici, sia pubblici che privati, eretti nel corso dei secoli nella città di Brescia e degni di menzione da un punto di vista storico e architettonico: gli esempi di dimore private e/o palazzi pubblici presenti nel contesto urbano spaziano dall'età romana, con esempi quali le domus dell'Ortaglia e la basilica romana, sino al XIX secolo, per arrivare anche al ventennio fascista.

## Elenco dei palazzi
| Immagine | Nome                                                                             | Prima erezione                                                                            | Eventuale ristrutturazione                                                                  | Stile architettonico principale                                  | Committente                                      | Architetto/i                                                                                | Ubicazione                                       | Note |
| -------- | -------------------------------------------------------------------------------- | ----------------------------------------------------------------------------------------- | ------------------------------------------------------------------------------------------- | ---------------------------------------------------------------- | ------------------------------------------------ | ------------------------------------------------------------------------------------------- | ------------------------------------------------ | --- |
|          | Palazzo della Loggia o più semplicemente Loggia                                  | Dal 1492                                                                                  |                                                                                             | Scultura rinascimentale bresciana                                | Autorità cittadine                               | - Filippo Grassi - Ludovico Beretta - Andrea Palladio - Jacopo Sansovino - Luigi Vanvitelli | Piazza della Loggia                              | Sede della giunta comunale di Brescia |
|          | Broletto                                                                         | Fra il 1223 e il 1227                                                                     | - Tra 1295 e 1298 - Prima metà del XV secolo - Nel 1626                                     | Architettura gotica                                              | Autorità cittadine                               |                                                                                             | Piazza del Duomo                                 | Sede della provincia di Brescia, della Prefettura e del Comune                                                                              |
|          | Palazzo Vescovile                                                                | Tra il 1024 e il 1025                                                                     | - XV secolo - XVIII secolo                                                                  |                                                                  | Vescovi di Brescia nel tempo                     | Giovanni Maria Piantavigna                                                                  | Via Mazzini                                      | Sede della Biblioteca Queriniana |
|          | Casa dei Camerlenghi                                                             | XII secolo                                                                                | XV secolo                                                                                   | Architettura gotica veneziana                                    | Repubblica di Venezia                            |                                                                                             | Piazza del Duomo                                 | Sede di appartamenti privati |
|          | Palazzo Negroboni                                                                | XVIII secolo                                                                              | Tra il 1904 e il 1908                                                                       | Architettura neorinascimentale                                   | Credito Agrario Bresciano                        | Antonio Tagliaferri                                                                         | Piazza del Duomo                                 | Proprietà di UBI Banca |
|          | Monte di Pietà nuovo                                                             | Tra il 1596 ed il 1600                                                                    |                                                                                             | Manierismo                                                       |                                                  | Pier Maria Bagnadore                                                                        | Piazza della Loggia                              | |
|          | Monte di Pietà vecchio                                                           | Tra il 1484 ed il 1489                                                                    |                                                                                             | Su modello dell'architettura rinascimentale veneziana            |                                                  | Filippo Grassi                                                                              | Piazza della Loggia                              | |
|          | Palazzo Martinengo Palatini                                                      | XV secolo                                                                                 | Tra fine '600 ed inizio '700                                                                | Architettura barocca                                             | Famiglia Martinengo                              | Sconosciuto                                                                                 | Piazza del Mercato                               | Sede del rettorato dell'Università degli Studi di Brescia                                                                                   |
|          | Palazzo Beretta                                                                  | 1558                                                                                      |                                                                                             | Architettura rinascimentale                                      |                                                  | Lodovico Beretta                                                                            | Piazza del Mercato                               | Sede di esercizi commerciali |
|          | Case del Gambero                                                                 | XVI secolo                                                                                | Tra la fine del XVIII e gli inizi del XIX secolo                                            | Architettura rinascimentale                                      | Amministrazione comunale                         | Lodovico Beretta                                                                            | Corso Palestro                                   | Sede di esercizi commerciali |
|          | Casa Ottelli                                                                     | 1932                                                                                      |                                                                                             | Architettura fascista                                            | Giuseppe Ottelli                                 | Gerolamo Uberti                                                                             | Tra Corso Palestro e Corso Martiri della Libertà | Sede di esercizi commerciali e appartamenti                                                                                                 |
|          | Torrione INA                                                                     | Tra il 1930 e il 1932                                                                     |                                                                                             | Architettura fascista                                            |                                                  | Marcello Piacentini                                                                         | Piazza della Vittoria                            | È stato il primo grattacielo costruito in Italia e il più alto in cemento armato d'Europa.                                                  |
|          | Palazzo delle Poste                                                              | Tra il 1927 e il 1932                                                                     |                                                                                             | Architettura fascista                                            |                                                  | Marcello Piacentini                                                                         | Piazza della Vittoria                            | Per i 160 anni di Poste italiane è stato inserito nel volume che lo definisce come uno dei palazzi postali più belli e importanti d'Italia. |
|          | Palazzo Martinengo Cesaresco Novarino, o il "Palazzo Martinengo" per antonomasia | Tra il 1663 ed il 1678, come indicato anche dalla targa commemorativa posta sull'edificio |                                                                                             | Architettura barocca                                             | Famiglia Martinengo                              | Sconosciuto                                                                                 | Tra piazza del Foro e Via dei Musei              | Sede di alcuni uffici dell'amministrazione provinciale                                                                                      |
|          | Palazzo Maggi Gambara                                                            | XV secolo                                                                                 | - XVII secolo - XX secolo (in occasione degli scavi al teatro romano)                       | Architettura rinascimentale                                      | Famiglia Maggi                                   | Lodovico Beretta                                                                            | Tra piazza del Foro e via Musei                  | |
|          | Palazzo Maggi di Gradella                                                        | XVI secolo                                                                                |                                                                                             | Architettura rinascimentale                                      | Famiglia Maggi                                   | Lodovico Beretta                                                                            | Via dei Musei                                    | |
|          | Palazzo delle Mercanzie                                                          | XII secolo                                                                                | - XVI secolo - 1925                                                                         | Architettura rinascimentale                                      | Corporazioni delle arti e mestieri               | Sconosciuto                                                                                 | corso Goffredo Mameli                            | Distaccamento dell'Università degli Studi di Brescia                                                                                        |
|          | Palazzo Uggeri                                                                   | XVI secolo                                                                                |                                                                                             | Architettura rinascimentale                                      | Famiglia Uggeri                                  | Lodovico Beretta                                                                            | Via dei Musei                                    | |
|          | Palazzo Martinengo Cesaresco dell'Aquilone                                       | XV secolo                                                                                 | - XVII secolo - XVIII secolo - XIX secolo - XX secolo                                       | Architettura rinascimentale, e neoclassica                       | Famiglia Martinengo Cesaresco                    | - Lodovico Beretta - Andrea Palladio (?)                                                    | Via Trieste 17                                   | Sede dell'istituto privato Cesare Arici e sede bresciana dell'università Cattolica del Sacro Cuore                                          |
|          | Palazzo Cigola Fenaroli                                                          | XVI secolo                                                                                | XVII secolo                                                                                 | Architettura rinascimentale e barocca                            | Famiglia Cigola e Fenaroli                       | Lodovico Beretta (?)                                                                        | Piazza Tebaldo Brusato                           | Sede della casa d'aste Capitolium Art |
|          | Palazzo Martinengo Colleoni di Malpaga                                           | XVI secolo                                                                                | - Metà del XVIII secolo - Restauri conservativi nel corso del 2022                          | Architettura barocca                                             | Famiglia Martinengo Colleoni                     | - Alfonso Torreggiani - Giorgio Bassignano                                                  | Piazzetta Sant'Alessandro                        | Sede del Ma.Co.f |
|          | Palazzo Martinengo Colleoni di Pianezza                                          | Dal 1671 al 1764                                                                          |                                                                                             | Architettura barocca                                             | Famiglia Martinengo Colleoni                     | - Filippo Juvarra - Giovan Battista Groppi                                                  | Corso Matteotti 8                                | Distaccamento del conservatorio Luca Marenzio                                                                                               |
|          | Palazzo Martinengo da Barco                                                      | XVI secolo                                                                                | Tra il 1680 ed il 1884                                                                      | Architettura barocca                                             | Famiglia Martinengo                              | sconosciuto                                                                                 | Via Moretto 4                                    | Sede della Pinacoteca Tosio Martinengo |
|          | Palazzo Martinengo di Villagana                                                  | Prima metà del XVIII secolo                                                               | Tra il 1924 e il 1925                                                                       | Architettura barocca e architettura déco                         | Famiglia Martinengo e in seguito Intesa Sanpaolo | Antonio Marchetti ed Egidio Dabbeni                                                         | Corso Martiri della Libertà                      | |
|          | Casa del Carmagnola                                                              | Inizi XV secolo                                                                           | Inizi del XX secolo                                                                         | Architettura rinascimentale                                      | Abitazione privata                               | Egidio Dabbeni                                                                              | Via Dante                                        | |
|          | Palazzo Martinengo di Padernello Salvadego                                       | Inizi XV secolo                                                                           | Vari tra XVI, XVIII e XX secolo a seguito di gravi danni durante la seconda guerra mondiale | Architettura medievale, poi rinascimentale ed infine neoclassica | Famiglia Martinengo                              | Vari nel tempo, tra cui Giovanni Battista Marchetti e il figlio Antonio Marchetti           | Via Dante 17                                     | |
|          | Palazzo Poncarali Oldofredi                                                      | XVII secolo                                                                               | XX secolo                                                                                   | Architettura barocca                                             | Famiglia Provaglio                               |                                                                                             | Corso Magenta                                    | Sede del liceo ginnasio statale Arnaldo |
|          | Palazzo Martinengo della Motella                                                 | XV secolo                                                                                 | XVII secolo, XIX e XX secolo                                                                | Architettura barocca                                             | Martinengo della Motella                         | Sconosciuto                                                                                 | All'angolo tra via Cairoli e via della Pace      | |
|          | Palazzo Calini ai Fiumi                                                          | XVI secolo                                                                                | Nel corso del XVII, XVIII e XIX secolo                                                      | Architettura rinascimentale                                      | Famiglia Calini                                  | Sconosciuto                                                                                 |                                                  | Sede della facoltà di Giurisprudenza dell'Università degli Studi di Brescia                                                                 |
|          | Palazzo Bettoni Cazzago                                                          | XVIII secolo                                                                              | XX secolo                                                                                   | Architettura barocca e neoclassica                               | Famiglia Cazzago                                 |                                                                                             | Piazza Bruno Boni                                | |
|          | Palazzo Tosio                                                                    | XVI secolo                                                                                | Vari interventi nel corso del XIX secolo                                                    | Architettura rinascimentale e neoclassica                        | Famiglia Tosio                                   | Luigi Basiletti e Rodolfo Vantini                                                           | Via Tosio                                        | Sede dell'Ateneo di Brescia, di convegni e mostre temporanee                                                                                |
|          | Palazzo Colleoni alla Pace                                                       | XV secolo                                                                                 | Vari interventi nel corso del XVII, XVIII e XIX secolo                                      | Architettura rinascimentale                                      | Bartolomeo Colleoni                              |                                                                                             | Via della Pace 10                                | Sede dei padri della Pace |
|          | Palazzo Averoldi                                                                 | XVI secolo                                                                                | Vari interventi tra XVIII e XIX secolo                                                      | Architettura rinascimentale                                      | Famiglia Averoldi                                | Lodovico Beretta (?)                                                                        | Via Moretto 12                                   | Sede Casa di Dio |
|          | Palazzo Fè D'Ostiani                                                             | XVIII secolo                                                                              | Sistemazioni e restauri nel corso del Novecento                                             | Architettura barocca                                             | Famiglia Fè d'Ostiani                            | - Manfredi (?) - Giovanni Battista Marchetti                                                | Corso Giacomo Matteotti 54                       | |
|          | Palazzo Gaifami                                                                  | XVIII secolo                                                                              | Sistemazioni nel corso del Novecento                                                        | Architettura barocca e neoclassica                               | Famiglia Gaifami                                 |                                                                                             | Via Fratelli Bandiera 22                         | Sede della Croce Bianca di Brescia |
|          | Palazzo Martinengo delle Palle                                                   | XVII secolo                                                                               | - XVIII secolo - XX secolo                                                                  | Architettura barocca                                             | Martinengo delle Palle                           | sconosciuto                                                                                 | Via San Martino della Battaglia 18               | Sede del ristorante La Sosta e di vari uffici e magistrature                                                                                |